# Tadeusz Jarecki
Tadeusz Jarecki (ur. 1 stycznia 1889 we Lwowie, zm. 2 maja 1955 w Nowym Jorku) – polski kompozytor, dyrygent i publicysta.

## Życiorys
Był synem kompozytora Henryka Jareckiego. Studiował na politechnice lwowskiej i równocześnie odbywał studia muzyczne pod kierunkiem ojca i u Stanisława Niewiadomskiego w konserwatorium Galicyjskiego Towarzystwa Muzycznego we Lwowie, uzupełniał je w Moskwie u Siergieja Taniejewa oraz w 1909 lub w latach 1912–1913 u Émila Jaquesa-Dalcroze’a, w którego instytucie był także przez pewien czas wykładowcą. W 1917 przebywał w Stanach Zjednoczonych, a w 1918 wrócił do kraju i jako ochotnik wstąpił w stopniu oficera do Wojska Polskiego. W 1920 wyjechał ponownie do Stanów Zjednoczonych, gdzie w 1921 ożenił się ze śpiewaczką Luizą Llewellyn. Tadeusz Jarecki dyrygował orkiestrą symfoniczną NBC w Nowym Jorku, potem był kierownikiem zespołu The Chamber Ensemble (żona Tadeusza Jareckiego – śpiew oraz trio fortepianowe Pulgara) tejże radiofonii. W latach 1932–1936 przebywał w kraju, został dyrektorem Towarzystwa Muzycznego i konserwatorium im. Stanisława Moniuszki w Stanisławowie, dyrygował orkiestrą symfoniczną we Lwowie, w 1935 wystawił operę swego ojca Mindowe. W latach 1936–1938 przebywał w Stanach Zjednoczonych, w 1938 przyjechał do Paryża. Podczas pobytu za granicą Tadeusz Jarecki włączał się w prace polonijnych środowisk twórczych; w 1929 został wybrany sekretarzem generalnym towarzystwa popierania stosunków kulturalnych z Polską (Committee to Forster Friendly Relations between the Arts of Poland and America). W czasie II wojny światowej pełnił różne funkcje w polskim rządzie na emigracji w Londynie; w 1940 był naczelnikiem wydziału Ministerstwa Informacji; w latach 1940–1943 zorganizował i prowadził stowarzyszenie The Polish Musicians of London, w 1946 ostatecznie przeniósł się do Stanów Zjednoczonych, gdzie pracował m.in. na Columbia University w Nowym Jorku. W okresie międzywojennym stale współpracował z „Muzyką”, przesyłając korespondencje m.in. z Nowego Jorku, drukowane w dziale „Z oper i sal koncertowych”; w latach 1936–1945 publikował artykuły w anglojęzycznym czasopiśmie „The Chesterian”.
Jego twórczość nawiązywała do neoromantyzmu i obejmowała utwory symfoniczne i kameralne (symfonie, poematy symfoniczne, koncerty, suity, poematy, pieśni chóralne i solowe i in.). 

## Ordery i odznaczenia
- Złoty Krzyż Zasługi (11 listopada 1936)[1][2]

## Partytury
- Tadeusz Jarecki – twórczość tego autora dostępna w bibliotece cyfrowej International Music Score Library Project